# Cascina Grazzanello
La cascina Grazzanello è una cascina nel comune lombardo di Mairago. Costituì un comune autonomo fino al 1869.

## Storia
La cascina Grazzanello era centro di un comune che comprendeva anche le cascine Codazza e Griona.
In età napoleonica (1809-16) Grazzanello fu frazione di Mairago, recuperando l'autonomia con la costituzione del Regno Lombardo-Veneto.
All'Unità d'Italia (1861) il comune di Grazzanello contava 243 abitanti. Fu aggregato definitivamente a Mairago nel 1869.
Attualmente la cascina, posta in un paesaggio naturale di grande bellezza, è adibita a ecomuseo ed ospita un agriturismo.